# Carrizal Alto
Carrizal Alto es una localidad deshabitada ubicada en la región de Atacama, Chile. El asentamiento más cercano es Carrizal Bajo (32 km) en dirección al oeste y un poco más distante se encuentra Huasco (83 km al suroeste) y Vallenar (53 km al sureste por camino principalmente ripiado, y 76 km por camino en su mayoría pavimentado).
Fue uno de los sectores mineros cupriferos, más importantes de la región durante el siglo XIX, hasta su decadencia y posterior abandono.

## Historia
El mineral de cobre de Carrizal Alto fue descubierto a fines del siglo XVIII por un indígena llamado Quinchomanque. 
La guerra de Crimea en Rusia, trajo la reducción de las minas de cobre rusas, lo que benefició a la producción de Carrizal Alto entre los años 1854 y 1855 cuando floreció su explotación.
En 1865 se construyó la línea telegráfica entre Chañarcillo y Carrizal Alto. Había teatro (con 500 asientos), hospital, iglesia y un sinnúmero de tiendas, barracas, carnicerías, imprenta, restaurantes y hoteles. El historiador Luis Joaquín Morales describe Carrizal Alto como ciudad agradable - abierto al progreso.
En 1878 fue el año con la mayor producción de cobre fino jamás en este distrito: 3 614 872 kg.
En 1899, poseía servicio de correos, telégrafo, registro civil, una iglesia, un buen hospital, escuelas gratuitas y una estación de ferrocarril, entre otras.
Personaje destacado: Mariano Avellana Lasierra, párroco de Carrizal Alto. Se dedicó a una profunda actividad pastoral entre las familias más pobres y en los mineros del cobre.

### Mineras
- Armonía
- Bezanilla
- Llano
- Mondaca
- Portezuelo
- Principal
- Santa Rosa[3]

## Demografía
En 1864-1865 vivieron alrededor de 8000 habitantes en este lugar, para luego en 1878 decaer a 3681 habitantes. Y en 1899 sólo alcanzó los 1656 habitantes.

## Accesos
A 5 km se encuentra Canto del Agua, perteneciente a la comuna de Huasco y de población reducida. 32 km al oeste se ubica la localidad de Carrizal Bajo por camino de ripio.

## Actualidad
Actualmente el pueblo se encuentra en un pésimo y deplorable estado de conservación, los muros que persisten están en calidad de ruinas, mientras que en el cementerio se evidencia la destrucción y profanación sufrida.